# Water.org

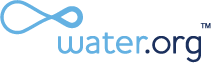
로고

Water.org는 미국의 비영리 인도주의 단체이다. 2009년, 맷 데이먼이 설립한 H2O 아프리카 재단과 게리 화이트가 설립한 워터파트너스가 합병되어 설립되었다. 개발도상국에 식수 공급을 목표로 한다.